# 10e cérémonie des European Film Awards
La 10e cérémonie des prix du cinéma européen (10th European Film Awards), organisée par l'Académie européenne du cinéma, a eu lieu à Berlin le 7 décembre 1997 et a récompensé les films réalisés dans l'année.

## Palmarès

### Film européen de l'année
- The Full Monty - Le Grand Jeu (The Full Monty)
  - Le Patient anglais
  - Le Cercle parfait
  - Capitaine Conan
  - Le Cinquième Élément
  - Le Voleur et l'Enfant

### Meilleur acteur
- Bob Hoskins - 24 heures sur 24
  - Philippe Torreton - Capitaine Conan
  - Jerzy Stuhr - Historie milosne
  - Mario Adorf - Rossini

### Meilleure actrice
- Juliette Binoche - Le Patient anglais
  - Emma Thompson - L'Invitée de l'hiver
  - Brigitte Roüan - Post coïtum animal triste
  - Katrin Cartlidge - Deux filles d'aujourd'hui

### Meilleur scénariste
- Chris Vander Stappen et Alain Berliner - Ma vie en rose

### Meilleur directeur de la photographie
- John Seale - Le Patient anglais

### Meilleur documentaire
- Gigi, Monica... et Bianca de Yasmina Abdellaoui et Benoît Dervaux

### Discovery of the Year
- La Vie de Jésus de Bruno Dumont

### Lifetime Achievement Award
- Jeanne Moreau

### Prix du public

#### Meilleur film
- The Full Monty - Le Grand Jeu (The Full Monty)